# Шахматная школа (телепередача)
«Шахматная школа» — еженедельная спортивная телепередача, выходившая в СССР с 1969 по 1988 год. Была организована Главной редакцией научно-популярных и учебных программ и Шахматной федерацией СССР.

## История
Идея создания принадлежит гроссмейстеру Александру Котову, предложившему проводить уроки шахмат по телевидению. Замысел получил одобрение Председателя Комитета по телевидению и радиовещанию и примерно через полгода «Шахматная школа» вышла в эфир. Передачи были рассчитаны на любителей шахмат различной квалификации и имели своей основной целью популяризацию шахмат. По словам одного из ведущих программы гроссмейстера Юрия Авербаха, «основной задачей „Школы“ было помочь любителям шахмат в освоении шахматных премудростей, помочь им правильно разыгрывать все три фазы шахматной партии — дебют, середину игры и эндшпиль, помочь им стать квалифицированными шахматистами второго, а то и первого разрядов».
Передачи носили учебный характер и транслировались в течение учебного года. Шахматные занятия велись по нескольким тематическим планам, предусматривающим знакомство с основами шахмат начинающих игроков и повышение теоретического уровня разрядников. Школа была поделена на три класса: «Белая ладья», «Класс начинающих» и «Класс разрядников». Уроки «Белой ладьи» были адресованы начинающим шахматистам, в основном школьникам 1—7-х классов. В «Класс начинающих» принимали любителей шахмат (взрослые и школьники 8—10-х классов), не имеющих спортивных разрядов, а также шахматистов 4-го и 3-го разрядов. В «Класс разрядников» приглашались шахматисты (взрослые и школьники), имеющие или имевшие 4-й, 3-й и 2-й разряды.
В ходе занятий слушателям школы предлагались к решению домашние задания для самостоятельной работы. По результатам выполнения заданий присваивались шахматные разряды — от 4-го до 2-го. Всего разрядниками стали свыше 50 тыс. любителей шахмат.

## Ведущие
К проведению занятий в «Шахматной школе» были привлечены известные шахматные мастера. Начинающих азам шахматной игры обучали заслуженный тренер РСФСР Борис Воронков, позднее — международный мастер Людмила Белавенец и мастер спорта Борис Шашин. С разрядниками занимались гроссмейстеры Александр Котов и Юрий Авербах, международный мастер Михаил Юдович. Передачи, посвященные зрительским откликам, вел мастер спорта Юрий Котков. На письма телезрителей отвечала экс-чемпионка мира гроссмейстер Елизавета Быкова. В начале 70-х годов занятия в классе разрядников вместе с гроссмейстером Юрием Львовичем Авербахом вел актер кино Раднэр Муратов, он выступал под псевдонимом Мурат Ферзиев.